# Dubbelrotationsturbin
Dubbelrotationsturbin, typ av ångturbin bestående av två roterande system, rotorer, vilka är motroterande, det vill säga de roterar åt var sitt håll. De både rotorerna har radiella skovelkransar. Dessa fungerar dels på normalt sätt relativt den egna rotorn, men utgör även ledskovelkransar för den andra rotorn. Därför saknas fasta skovelkransar på turbinen. STAL-turbinen (även kallad Ljungströmturbin efter konstruktörerna Birger och Fredrik Ljungström är den typ av dubbelrotationsturbin som blivit mest använd.
Oskarshamn 1 var världens största dubbelrotationsturbin.